# Luis Droguett

 Luis Droguett Figueroa, Santiago, Chile, es un exfutbolista chileno que jugó de defensa principalmente en O'Higgins donde participó en 3 Copa Libertadores. Además fue entrenador interino del club en 2002.

## Clubes
| Club                | País  | Año       |
| ------------------- | ----- | --------- |
| Green Cross-Temuco  | Chile | 1974-1976 |
| Deportes Concepción | Chile | 1977      |
| O'Higgins           | Chile | 1978-1984 |